# Campeonato Argentino Juvenil 2015
El Campeonato Argentino Juvenil de 2015 fue un torneo para los seleccionados juveniles de las uniones regionales afiliadas a la Unión Argentina de Rugby. Las primeras dos divisiones del torneo, la Zona Campeonato y la Zona Ascenso, se disputaron en la categoría M18 y se llevaron a cabo entre el 2 de abril y el 2 de mayo de 2015. La tercera división del torneo, la Zona Desarrollo (Súper 9), se disputó en la categoría M17 y se llevó a cabo con anterioridad el 27 y 29 de marzo en Estancia Grande, Provincia de San Luis.
El torneo se llevó a cabo bajo el mismo formato que la temporada anterior, con las primeras dos fechas disputándose con encuentros de local y visitante, mientras que las últimas tres etapas (tercera fecha, semifinales y finales) se jugaron en modo concentrado, con todos los partidos disputándose en una sede final. La sede elegida durante esta temporada fue la ciudad de La Plata, Provincia de Buenos Aires, y contó con el apoyo de la Municipalidad de la Ciudad de La Plata y la organización de la Unión de Rugby de Buenos Aires. Las sedes elegidas fueron el Club de Rugby Los Tilos para la tercera fecha, el Club San Luis para las semifinales, y el Club Universitario de La Plata y La Plata Rugby Club para las finales.
La Unión de Rugby de Buenos Aires se quedó con el campeonato por segundo año consecutivo al derrotar 18-13 en la final a la Unión Cordobesa de Rugby en las instalaciones de La Plata Rugby Club. Las Aguilitas fueron capitaneadas por Vicente Boronat y contaron con jugadores como Nicolás Walker, Bautista Delguy, Lautaro Caro Saisi y Santiago Ruíz, entre otros.

## Equipos participantes
Participaron de esta edición veinticinco equipos: ocho en la Zona Campeonato, ocho en la Zona Ascenso y nueve en la Zona Desarrollo (Súper 9).
| División                            | Equipo              | Unión                                                |
| ----------------------------------- | ------------------- | ---------------------------------------------------- |
| Zona Campeonato 8 equipos           | Buenos Aires        | Unión de Rugby de Buenos Aires                       |
| Zona Campeonato 8 equipos           | Córdoba             | Unión Cordobesa de Rugby                             |
| Zona Campeonato 8 equipos           | Cuyo                | Unión de Rugby de Cuyo                               |
| Zona Campeonato 8 equipos           | Mar del Plata       | Unión de Rugby de Mar del Plata                      |
| Zona Campeonato 8 equipos           | Rosario             | Unión de Rugby de Rosario                            |
| Zona Campeonato 8 equipos           | Salta               | Unión de Rugby de Salta                              |
| Zona Campeonato 8 equipos           | Sur                 | Unión de Rugby del Sur                               |
| Zona Campeonato 8 equipos           | Tucumán             | Unión de Rugby de Tucumán                            |
| Zona Ascenso 8 equipos              | Alto Valle          | Unión de Rugby del Alto Valle de Río Negro y Neuquén |
| Zona Ascenso 8 equipos              | Chubut              | Unión de Rugby del Valle del Chubut                  |
| Zona Ascenso 8 equipos              | Entre Ríos          | Unión Entrerriana de Rugby                           |
| Zona Ascenso 8 equipos              | Misiones            | Unión de Rugby de Misiones                           |
| Zona Ascenso 8 equipos              | Nordeste            | Unión de Rugby del Nordeste                          |
| Zona Ascenso 8 equipos              | San Juan            | Unión Sanjuanina de Rugby                            |
| Zona Ascenso 8 equipos              | Santa Fe            | Unión Santafesina de Rugby                           |
| Zona Ascenso 8 equipos              | Santiago del Estero | Unión Santiagueña de Rugby                           |
| Súper 9 (Zona Desarrollo) 9 equipos | Andina              | Unión Andina de Rugby                                |
| Súper 9 (Zona Desarrollo) 9 equipos | Austral             | Unión de Rugby Austral                               |
| Súper 9 (Zona Desarrollo) 9 equipos | Formosa             | Unión de Rugby de Formosa                            |
| Súper 9 (Zona Desarrollo) 9 equipos | Jujuy               | Unión Jujeña de Rugby                                |
| Súper 9 (Zona Desarrollo) 9 equipos | Lagos del Sur       | Unión de Rugby de los Lagos del Sur                  |
| Súper 9 (Zona Desarrollo) 9 equipos | Oeste               | Unión de Rugby del Oeste de Buenos Aires             |
| Súper 9 (Zona Desarrollo) 9 equipos | Santa Cruz          | Unión Santacruceña de Rugby                          |
| Súper 9 (Zona Desarrollo) 9 equipos | San Luis            | Unión de Rugby San Luis                              |
| Súper 9 (Zona Desarrollo) 9 equipos | Tierra del Fuego    | Unión de Rugby de Tierra del Fuego                   |

## Zona Campeonato

### Zona 1
| Pos. | Equipos       | Partidos | Partidos | Partidos | Tantos | Tantos | Tantos | Pts. |
| Pos. | Equipos       | G        | E        | P        | PF     | PC     | DP     | Pts. |
| ---- | ------------- | -------- | -------- | -------- | ------ | ------ | ------ | ---- |
| 1.°  | Buenos Aires  | 3        | 0        | 0        | 91     | 53     | +38    |      |
| 2.°  | Córdoba       | 2        | 0        | 1        | 102    | 56     | +46    |      |
| 3.°  | Cuyo          | 1        | 0        | 2        | 82     | 102    | -20    |      |
| 4.°  | Mar del Plata | 0        | 0        | 3        | 26     | 90     | -64    |      |

|  | Clasifica a Semifinales (1.° al 4.° puesto) |
|  | Clasifica a Semifinales (5.° al 8.° puesto) |

| 2 de abril | Mar del Plata | 5 - 30  | Buenos Aires | IPR Sporting Club, Mar del Plata       |                                        |
|            |               | Reporte |              | Árbitro(s): Ramiro García Gamero (Sur) | Árbitro(s): Ramiro García Gamero (Sur) |

| 4 de abril | Córdoba | 51 - 25 | Cuyo | Club Palermo Bajo, Córdoba                   |                                              |
|            |         | Reporte |      | Árbitro(s): Nicolás Berroeta (Mar del Plata) | Árbitro(s): Nicolás Berroeta (Mar del Plata) |

| 11 de abril | Buenos Aires | 26 - 21 | Córdoba | Belgrano Athletic Club, Pilar |  |
|             |              | Reporte |         |                               |  |

| 11 de abril | Cuyo | 30 - 16 | Mar del Plata | Mendoza Rugby Club, Bermejo              |                                          |
|             |      | Reporte |               | Árbitro(s): Esteban Filipanics (Córdoba) | Árbitro(s): Esteban Filipanics (Córdoba) |

| 26 de abril | Buenos Aires | 35 - 27 | Cuyo | Club Los Tilos, La Plata |  |
|             |              | Reporte |      |                          |  |

| 26 de abril | Córdoba | 30 - 5  | Mar del Plata | Club Los Tilos, La Plata |  |
|             |         | Reporte |               |                          |  |

### Zona 2
| Pos. | Equipos | Partidos | Partidos | Partidos | Tantos | Tantos | Tantos | Pts. |
| Pos. | Equipos | G        | E        | P        | PF     | PC     | DP     | Pts. |
| ---- | ------- | -------- | -------- | -------- | ------ | ------ | ------ | ---- |
| 1.°  | Tucumán | 3        | 0        | 0        | 122    | 33     | +89    |      |
| 2.°  | Rosario | 2        | 0        | 1        | 80     | 56     | +24    |      |
| 3.°  | Salta   | 1        | 0        | 2        | 87     | 82     | +5     |      |
| 4.°  | Sur     | 0        | 0        | 3        | 13     | 131    | -118   |      |

|  | Clasifica a Semifinales (1.° al 4.° puesto) |
|  | Clasifica a Semifinales (5.° al 8.° puesto) |

| 4 de abril | Sur | 10 - 24 | Rosario | Club Universitario, Bahía Blanca    |                                     |
|            |     | Reporte |         | Árbitro(s): Daniel Araque (Austral) | Árbitro(s): Daniel Araque (Austral) |

| 4 de abril | Tucumán | 46 - 10 | Salta | Jockey Club, Yerba Buena                        |                                                 |
|            |         | Reporte |       | Árbitro(s): Franco De Leonardis (Mar del Plata) | Árbitro(s): Franco De Leonardis (Mar del Plata) |

| 11 de abril | Rosario | 20 - 24 | Tucumán | Jockey Club, Rosario                    |                                         |
|             |         | Reporte |         | Árbitro(s): Pablo Deluca (Buenos Aires) | Árbitro(s): Pablo Deluca (Buenos Aires) |

| 11 de abril | Salta | 55 - 0  | Sur | Gimnasia y Tiro, Salta                    |                                           |
|             |       | Reporte |     | Árbitro(s): Mauricio Escalante (Misiones) | Árbitro(s): Mauricio Escalante (Misiones) |

| 26 de abril | Rosario | 36 - 22 | Salta | Club Los Tilos, La Plata |  |
|             |         | Reporte |       |                          |  |

| 26 de abril | Tucumán | 52 - 3  | Sur | Club Los Tilos, La Plata |  |
|             |         | Reporte |     |                          |  |

### Fase final
|  | Semifinales  | Semifinales  | Semifinales |         |              | Final            | Final            | Final            |  |
|  | 29 de abril  | 29 de abril  | 29 de abril |         |              | 2 de mayo        | 2 de mayo        | 2 de mayo        |  |
|  |              |              |             |         |              |                  |                  |                  |  |
|  |              |              |             |         |              |                  |                  |                  |  |
|  | Buenos Aires | Buenos Aires | 17          |         |              |                  |                  |                  |  |
|  | Buenos Aires | Buenos Aires | 17          |         |              |                  |                  |                  |  |
|  | Rosario      | Rosario      | 13          |         |              |                  |                  |                  |  |
|  | Rosario      | Rosario      | 13          |         | Buenos Aires | Buenos Aires     | 18               |                  |  |
|  |              |              |             |         | Buenos Aires | Buenos Aires     | 18               |                  |  |
|  |              |              | Córdoba     | Córdoba | 13           |                  |                  |                  |  |
|  | Tucumán      | Tucumán      | Córdoba     | Córdoba | 13           | 13               |                  |                  |  |
|  | Tucumán      | Tucumán      |             |         |              | 13               |                  |                  |  |
|  | Córdoba      | Córdoba      | 17          |         |              | Final 3.° puesto | Final 3.° puesto | Final 3.° puesto |  |
|  | Córdoba      | Córdoba      | 17          |         |              | Final 3.° puesto | Final 3.° puesto | Final 3.° puesto |  |
|  |              |              |             |         |              |                  |                  |                  |  |
|  |              |              |             |         |              | Rosario          | Rosario          | 5                |  |
|  |              |              |             |         |              | Rosario          | Rosario          | 5                |  |
|  |              |              |             |         |              | Tucumán          | Tucumán          | 27               |  |
|  |              |              |             |         |              | Tucumán          | Tucumán          | 27               |  |
|  |              |              |             |         |              |                  |                  |                  |  |

|  | Semifinales (5.° al 8.° puesto) | Semifinales (5.° al 8.° puesto) | Semifinales (5.° al 8.° puesto) |               |      | Final 5° puesto | Final 5° puesto | Final 5° puesto |  |
|  |                                 |                                 |                                 |               |      |                 |                 |                 |  |
|  |                                 |                                 |                                 |               |      |                 |                 |                 |  |
|  | Cuyo                            | Cuyo                            | 24                              |               |      |                 |                 |                 |  |
|  | Cuyo                            | Cuyo                            | 24                              |               |      |                 |                 |                 |  |
|  | Sur                             | Sur                             | 0                               |               |      |                 |                 |                 |  |
|  | Sur                             | Sur                             | 0                               |               | Cuyo | Cuyo            | 32              |                 |  |
|  |                                 |                                 |                                 |               | Cuyo | Cuyo            | 32              |                 |  |
|  |                                 |                                 | Mar del Plata                   | Mar del Plata | 7    |                 |                 |                 |  |
|  | Salta                           | Salta                           | Mar del Plata                   | Mar del Plata | 7    | 13              |                 |                 |  |
|  | Salta                           | Salta                           |                                 |               |      | 13              |                 |                 |  |
|  | Mar del Plata                   | Mar del Plata                   | 26                              |               |      | Final Descenso  | Final Descenso  | Final Descenso  |  |
|  | Mar del Plata                   | Mar del Plata                   | 26                              |               |      | Final Descenso  | Final Descenso  | Final Descenso  |  |
|  |                                 |                                 |                                 |               |      |                 |                 |                 |  |
|  |                                 |                                 |                                 |               |      | Sur             | Sur             | 0               |  |
|  |                                 |                                 |                                 |               |      | Sur             | Sur             | 0               |  |
|  |                                 |                                 |                                 |               |      | Salta           | Salta           | 22              |  |
|  |                                 |                                 |                                 |               |      | Salta           | Salta           | 22              |  |
|  |                                 |                                 |                                 |               |      |                 |                 |                 |  |

Semifinales (1.° al 4.° puesto)
| 29 de abril | Buenos Aires | 17 - 13 | Rosario | Club San Luis, La Plata |  |
|             |              | Reporte |         |                         |  |

| 29 de abril | Tucumán | 13 - 17 | Córdoba | Club San Luis, La Plata                 |                                         |
|             |         | Reporte |         | Árbitro(s): Pablo Deluca (Buenos Aires) | Árbitro(s): Pablo Deluca (Buenos Aires) |

Semifinales (5.° al 8.° puesto)
| 29 de abril | Cuyo | 24 - 0  | Sur | Club San Luis, La Plata |  |
|             |      | Reporte |     |                         |  |

| 29 de abril | Salta | 13 - 26 | Mar del Plata | Club San Luis, La Plata |  |
|             |       | Reporte |               |                         |  |

Final
| 2 de mayo | Buenos Aires | 18 - 13 | Córdoba | La Plata Rugby Club, La Plata          |                                        |
|           |              | Reporte |         | Árbitro(s): Damián Schneider (Rosario) | Árbitro(s): Damián Schneider (Rosario) |

Final 3.° puesto
| 2 de mayo | Rosario | 5 - 27  | Tucumán | La Plata Rugby Club, La Plata |  |
|           |         | Reporte |         |                               |  |

Final 5.° puesto
| 2 de mayo | Cuyo | 32 - 7  | Mar del Plata | La Plata Rugby Club, La Plata          |                                        |
|           |      | Reporte |               | Árbitro(s): Ramiro García Gamero (Sur) | Árbitro(s): Ramiro García Gamero (Sur) |

Final Descenso
| 2 de mayo | Sur | 0 - 22  | Salta | La Plata Rugby Club, La Plata |  |
|           |     | Reporte |       |                               |  |

|                      |
| Buenos Aires Campeón |

## Zona Ascenso

### Zona 3
| Pos. | Equipos    | Partidos | Partidos | Partidos | Tantos | Tantos | Tantos | Pts. |
| Pos. | Equipos    | G        | E        | P        | PF     | PC     | DP     | Pts. |
| ---- | ---------- | -------- | -------- | -------- | ------ | ------ | ------ | ---- |
| 1.°  | Santa Fe   | 2        | 1        | 0        | 99     | 37     | +62    |      |
| 2.°  | Entre Ríos | 2        | 0        | 1        | 102    | 44     | +58    |      |
| 3.°  | Chubut     | 1        | 1        | 1        | 47     | 51     | -4     |      |
| 4.°  | Misiones   | 0        | 0        | 3        | 17     | 133    | -116   |      |

|  | Clasifica a Semifinales (9.° al 12.° puesto)  |
|  | Clasifica a Semifinales (13.° al 16.° puesto) |

| 4 de abril | Chubut | 17 - 17 | Santa Fe | Patoruzú Rugby Club, Trelew                |                                            |
|            |        | Reporte |          | Árbitro(s): Pablo Casellas (Mar del Plata) | Árbitro(s): Pablo Casellas (Mar del Plata) |

| 4 de abril | Entre Ríos | 62 - 3  | Misiones | CA Estudiantes, Paraná                 |                                        |
|            |            | Reporte |          | Árbitro(s): Alejandro Agüero (Córdoba) | Árbitro(s): Alejandro Agüero (Córdoba) |

| 11 de abril | Santa Fe | 35 - 20 | Entre Ríos | Santa Fe Rugby Club, Santa Fe                   |                                                 |
|             |          | Reporte |            | Árbitro(s): Franco de Leonardis (Mar del Plata) | Árbitro(s): Franco de Leonardis (Mar del Plata) |

| 11 de abril | Misiones | 14 - 24 | Chubut | Tacurú Social Club, Posadas           |                                       |
|             |          | Reporte |        | Árbitro(s): Victor Silvero (Paraguay) | Árbitro(s): Victor Silvero (Paraguay) |

| 26 de abril | Santa Fe | 47 - 0  | Misiones | Club Los Tilos, La Plata |  |
|             |          | Reporte |          |                          |  |

| 26 de abril | Entre Ríos | 20 - 6  | Chubut | Club Los Tilos, La Plata |  |
|             |            | Reporte |        |                          |  |

### Zona 4
| Pos. | Equipos         | Partidos | Partidos | Partidos | Tantos | Tantos | Tantos | Pts. |
| Pos. | Equipos         | G        | E        | P        | PF     | PC     | DP     | Pts. |
| ---- | --------------- | -------- | -------- | -------- | ------ | ------ | ------ | ---- |
| 1.°  | Alto Valle      | 3        | 0        | 0        | 69     | 41     | +28    |      |
| 2.°  | Sgo. del Estero | 2        | 0        | 1        | 59     | 51     | +8     |      |
| 3.°  | Nordeste        | 1        | 0        | 2        | 57     | 63     | -6     |      |
| 4.°  | San Juan        | 0        | 0        | 3        | 49     | 79     | -30    |      |

|  | Clasifica a Semifinales (9.° al 12.° puesto)  |
|  | Clasifica a Semifinales (13.° al 16.° puesto) |

| 4 de abril | Santiago del Estero | 14 - 20 | Alto Valle | Old Lions RC, Santiago del Estero         |                                           |
|            |                     | Reporte |            | Árbitro(s): Mauricio Escalante (Misiones) | Árbitro(s): Mauricio Escalante (Misiones) |

| 4 de abril | Nordeste | 31 - 17 | San Juan | CURNE, Resistencia                    |                                       |
|            |          | Reporte |          | Árbitro(s): Víctor Silvero (Paraguay) | Árbitro(s): Víctor Silvero (Paraguay) |

| 11 de abril | Alto Valle | 26 - 15 | Nordeste | Neuquén Rugby Club, Neuquén |  |
|             |            | Reporte |          |                             |  |

| 11 de abril | San Juan | 20 - 25 | Santiago del Estero |  |  |
|             |          | Reporte |                     |  |  |

| 26 de abril | Alto Valle | 23 - 12      | San Juan | Club Los Tilos, La Plata |  |
|             |            | p.43 Reporte |          |                          |  |

| 26 de abril | Nordeste | 11 - 20 | Santiago del Estero | Club Los Tilos, La Plata |  |
|             |          | Reporte |                     |                          |  |

### Fase final
|  | Semifinales         | Semifinales         | Semifinales |            |                     | Final Ascenso       | Final Ascenso     | Final Ascenso     |  |
|  | 29 de abril         | 29 de abril         | 29 de abril |            |                     | 2 de mayo           | 2 de mayo         | 2 de mayo         |  |
|  |                     |                     |             |            |                     |                     |                   |                   |  |
|  |                     |                     |             |            |                     |                     |                   |                   |  |
|  | Santa Fe            | Santa Fe            | 21          |            |                     |                     |                   |                   |  |
|  | Santa Fe            | Santa Fe            | 21          |            |                     |                     |                   |                   |  |
|  | Santiago del Estero | Santiago del Estero | 23          |            |                     |                     |                   |                   |  |
|  | Santiago del Estero | Santiago del Estero | 23          |            | Santiago del Estero | Santiago del Estero | 13                |                   |  |
|  |                     |                     |             |            | Santiago del Estero | Santiago del Estero | 13                |                   |  |
|  |                     |                     | Entre Ríos  | Entre Ríos | 10                  |                     |                   |                   |  |
|  | Alto Valle          | Alto Valle          | Entre Ríos  | Entre Ríos | 10                  | 19                  |                   |                   |  |
|  | Alto Valle          | Alto Valle          |             |            |                     | 19                  |                   |                   |  |
|  | Entre Ríos          | Entre Ríos          | 34          |            |                     | Final 11.° puesto   | Final 11.° puesto | Final 11.° puesto |  |
|  | Entre Ríos          | Entre Ríos          | 34          |            |                     | Final 11.° puesto   | Final 11.° puesto | Final 11.° puesto |  |
|  |                     |                     |             |            |                     |                     |                   |                   |  |
|  |                     |                     |             |            |                     | Santa Fe            | Santa Fe          | 15                |  |
|  |                     |                     |             |            |                     | Santa Fe            | Santa Fe          | 15                |  |
|  |                     |                     |             |            |                     | Alto Valle          | Alto Valle        | 39                |  |
|  |                     |                     |             |            |                     | Alto Valle          | Alto Valle        | 39                |  |
|  |                     |                     |             |            |                     |                     |                   |                   |  |

|  | Semifinales (13.° al 16.° puesto) | Semifinales (13.° al 16.° puesto) | Semifinales (13.° al 16.° puesto) |          |          | Final 13.° puesto | Final 13.° puesto | Final 13.° puesto |  |
|  |                                   |                                   |                                   |          |          |                   |                   |                   |  |
|  |                                   |                                   |                                   |          |          |                   |                   |                   |  |
|  | Chubut                            | Chubut                            | 7                                 |          |          |                   |                   |                   |  |
|  | Chubut                            | Chubut                            | 7                                 |          |          |                   |                   |                   |  |
|  | San Juan                          | San Juan                          | 7                                 |          |          |                   |                   |                   |  |
|  | San Juan                          | San Juan                          | 7                                 |          | San Juan | San Juan          | 19                |                   |  |
|  |                                   |                                   |                                   |          | San Juan | San Juan          | 19                |                   |  |
|  |                                   |                                   | Nordeste                          | Nordeste | 19       |                   |                   |                   |  |
|  | Nordeste                          | Nordeste                          | Nordeste                          | Nordeste | 19       | 28                |                   |                   |  |
|  | Nordeste                          | Nordeste                          |                                   |          |          | 28                |                   |                   |  |
|  | Misiones                          | Misiones                          | 0                                 |          |          | Final Descenso    | Final Descenso    | Final Descenso    |  |
|  | Misiones                          | Misiones                          | 0                                 |          |          | Final Descenso    | Final Descenso    | Final Descenso    |  |
|  |                                   |                                   |                                   |          |          |                   |                   |                   |  |
|  |                                   |                                   |                                   |          |          | Chubut            | Chubut            | 22                |  |
|  |                                   |                                   |                                   |          |          | Chubut            | Chubut            | 22                |  |
|  |                                   |                                   |                                   |          |          | Misiones          | Misiones          | 19                |  |
|  |                                   |                                   |                                   |          |          | Misiones          | Misiones          | 19                |  |
|  |                                   |                                   |                                   |          |          |                   |                   |                   |  |

Semifinales (9.° al 12.° puesto)
| 29 de abril | Santa Fe | 21 - 23 | Santiago del Estero | Club San Luis, La Plata |  |
|             |          | Reporte |                     |                         |  |

| 29 de abril | Alto Valle | 19 - 34 | Entre Ríos | Club San Luis, La Plata |  |
|             |            | Reporte |            |                         |  |

Semifinales (13.° al 16.° puesto)
| 29 de abril                             | Chubut | 7 - 7   | San Juan | Club San Luis, La Plata |  |
|                                         |        | Reporte |          |                         |  |
| San Juan gana por tener menos tarjetas. |        |         |          |                         |  |

| 29 de abril | Nordeste | 28 - 0  | Misiones | Club San Luis, La Plata |  |
|             |          | Reporte |          |                         |  |

Final Ascenso
| 2 de mayo | Santiago del Estero | 13 - 10 | Entre Ríos | La Plata Rugby Club, La Plata |  |
|           |                     | Reporte |            |                               |  |

Final 11.° puesto
| 2 de mayo | Santa Fe | 15 - 39 | Alto Valle | Universitario LP, La Plata |  |
|           |          | Reporte |            |                            |  |

Final 13.° puesto
| 2 de mayo | San Juan | 19 - 19              | Nordeste | La Plata Rugby Club, La Plata |  |
|           |          | p.43 Reporte Reporte |          |                               |  |

Final Descenso
| 2 de mayo | Chubut | 22 - 19 | Misiones | Universitario LP, La Plata |  |
|           |        | Reporte |          |                            |  |

| Bandera de la Provincia de Santiago del Estero |
| Santiago del Estero Campeón Zona Ascenso       |

## Zona Desarrollo (Súper 9)
La Zona Desarrollo (Súper 9) juvenil fue ganado por la Unión de Rugby del Oeste de Buenos Aires, que conquistó la Copa de Oro al vencer a la Unión Jujeña de Rugby y a los anfitriones, la Unión de Rugby San Luis.
| 1.° | Oeste            | 4 | 0 | 0 | 91  | 36  | +55  | 17 |
| 2.° | Jujuy            | 3 | 0 | 1 | 100 | 44  | +56  | 13 |
| 3.° | San Luis         | 2 | 0 | 2 | 39  | 63  | -24  | 9  |
| 4.° | Austral          | 3 | 0 | 1 | 57  | 43  | +14  | 13 |
| 5.° | Formosa          | 2 | 0 | 2 | 67  | 47  | +20  | 10 |
| 6.° | Tierra del Fuego | 1 | 0 | 3 | 46  | 51  | -5   |    |
| 7.° | Lagos del Sur    | 2 | 0 | 2 | 84  | 32  | +52  | 11 |
| 8.° | Andina           | 1 | 0 | 3 | 18  | 64  | -46  | 4  |
| 9.° | Santa Cruz       | 0 | 0 | 4 | 5   | 127 | -122 | 0  |

|  | Campeón Copa de Oro y asciende a Zona Ascenso 2016. |
|  | Campeón Copa de Plata.                              |
|  | Campeón Copa de Bronce.                             |

| Bandera de la Provincia de Buenos Aires |
| Oeste Campeón Súper 9 Juvenil           |
| Primer título                           |